# Julfritt (roman)
Julfritt ("Skipping Christmas") är en humoristisk kortroman skriven av John Grisham. Boken blev filmatiserad 2004.

## Konturer
Boken handlar om ett par som bestämmer sig för att inte fira jul. Parets dotter reser bort och föräldrarna, främst pappan, ser ingen mening i att fira jul. Hans teori är att de lägger ner allt för mycket på t.ex. julklappar och juldekorationer. Efter att ha övertalat sin fru får de båda gå igenom en hel del påtryckningar från bland annat grannarna, som alla har stora planer för julen.
Tanken var att de två skulle spendera pengarna på en kryssning istället, men så blir det inte riktigt.